# Шаффорд, Чарльз
Чарльз Шаффорд (англ. Charles Shufford; род. 3 февраля 1973, Мартинсвилл, Виргиния, США) — американский боксёр-профессионал, выступавший в тяжёлой весовой категории.

## Профессиональная карьера
Шаффорд дебютировал на профессиональном ринге в ноябре 1996 года. провёл 13 побед подряд, и проиграл по очкам непобеждённому американцу, Роберту Дэвису (19-0). В августе 2001 года, вышел на ринг за звание чемпиона мира, с украинцем, Владимиром Кличко. Украинец победил техническим нокаутом в 6-м раунде, трижды отправляя на канвас Шаффорда. В октябре 2002 года победил кубинца Элизьера Кастильо, и завоевал титул чемпиона Америки по версии IBA. в мае 2003 года проиграл нокаутом в 3-м раунде, Джамилю Макклайну. Через год проиграл по очкам нигерийцу Сэмюэлю Питеру. В январе 2008 года проиграл по очкам американскому проспекту, Джэйсону Эстраде.